# Дюрер, Агнеса
Агнеса Дюрер, урождённая Фрей (нем. Agnes Dürer geb. Frey; 1475, Нюрнберг — между 13 и 30 декабря 1539, Нюрнберг) — дочь нюрнбергского горожанина Ганса Фрея, жена Альбрехта Дюрера.

## Биография
Агнеса была дочерью Ганса Фрея, друга Альбрехта Дюрера Старшего, и его жены Анны, урождённой Руммель. Профессия Ганса Фрея неизвестна: некоторые из исследователей называют его, без достаточного на то основания, купцом, другие — медником или даже музыкантом. Точно известно лишь, что Фрей через свою жену породнился с патрицианской семьёй Руммелей. Агнеса Фрей 7 июля 1494 года вышла замуж за Альбрехта Дюрера, который, по желанию своих родителей, должен был для этого прервать своё путешествие в качестве подмастерья по германским землям. В «Семейной хронике», составленной в конце жизни самим Дюрером, приведены условия брачного соглашения, в том числе отмечено, что приданое Агнесы составило 200 флоринов.
Агнеса так же, как и мать Дюрера, занималась сбытом гравюр мужа. Она регулярно посещала большие ярмарки, но обычно продавала оттиски на еженедельном рынке в Нюрнберге, где стояла рядом с торговцами фруктами и овощами. Задокументированы её поездки на большие ярмарки в Лейпциге и Франкфурте. Так, известно, что в сентябре 1505 года она отправилась во Франкфурт, на самую крупную книжную ярмарку Германии, и возвратилась домой только в мае 1506 года, задержавшись, вероятно, из-за вспышки эпидемии чумы в Нюрнберге. Во время поездки мужа в Италию в 1506 году Агнеса встала во главе его нюрнбергской мастерской. В 1520—1521 годах супруги совершили путешествие по Нидерландам.
Брак был бездетным, а между супругами не всегда царило согласие. Известно письмо Дюрера другу Виллибальду Пиркгеймеру, где он отпускает грубые шутки в адрес своей жены (что, впрочем, не выпадает из общего тона их переписки) и называет её «старой вороной» (alte Krähe). Позднее Пиркгеймер в письме к Иоганну Черте обвинял жену художника в том, что она своими упрёками, а также тем, что заставляла его, уже больного, работать, ускорила его смерть. Комментатор этого письма однако отмечает, что, такой отзыв об Агнесе свидетельствует скорее всего о подавленном состоянии духа самого Пиркгеймера в то время, чем об истинном положении вещей.
В соответствии с брачным контрактом после смерти мужа Агнеса являлась единственной наследницей его состояния в 6874 флорина, продолжала проживать в доме на Циссельгассе и продавать его работы. В 1528 году император Карл V подтвердил её право собственности на работу Дюрера «Четыре книги о пропорциях». После смерти Агнесы в 1539 году по её завещанию в память о муже была учреждена стипендия для студентов-теологов.

## Портреты Агнесы Дюрер
В 1494 году Дюрер нарисовал первый портрет Агнесы, последним стал рисунок, сделанный в Нидерландах на двадцать седьмую годовщину свадьбы. Считается, что Агнеса послужила моделью для святой Анны в картине «Мадонна с младенцем и святой Анной» (1519).